# Chapada do Norte
Chapada do Norte es un municipio brasileño del estado de Minas Gerais. De acuerdo con el censo realizado por el IBGE en 2010, su población es de 15.165 habitantes.

## Carreteras
- MG-114

## Administración
- Prefecto: Eraldo Eustáquio Soares (2005/2008)
- Viceprefecto: Paulo Elvídio Borges de Figueiredo
- Presidente de la cámara: (2007/2008)

## Economía
Actividad económica es la agricultura de subsistencia.